# STN液晶

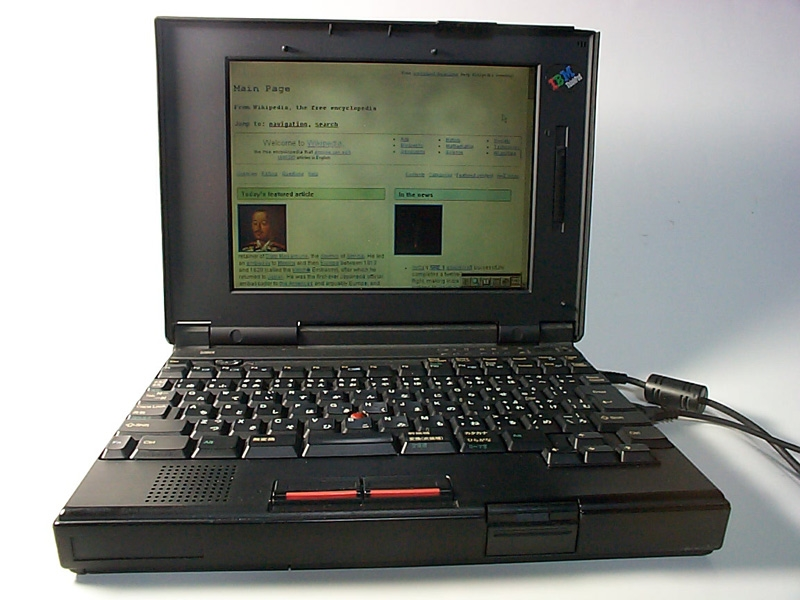
使用STN液晶的IBM ThinkPad 530CS

STN液晶（Super-twisted nematic display）是超级扭曲向列液晶的简称。TN液晶被发明后，人们自然而然想到将TN液晶矩阵化用以显示复杂的图形。相对TN液晶扭转90度，STN液晶的扭转180度到270度。STN液晶於1983年由瑞士巴登的Brown Boveri研究中心所發明；到了1990年代初期彩色STN液晶问世。这种液晶的一个像素由三个液晶单元组成，覆上一层彩色滤光板，用电压分别控制液晶单元的亮度就能产生颜色。
STN液晶虽然由反应速度比较快的TN液晶单元组成，但是液晶颗粒大，扫描速度，和亮度都不及后来出现的TFT液晶。由于价格低廉，2000年之前生产的手掌式移动电话，电子游戏机和笔记本电脑广泛采用STN液晶当作主显示器。现在已经基本退出了消费市场。
STN液晶有黄綠底黑字，和蓝底白字之分，追求对比度的情况使用前者，强调亮度的场合使用后者。

## 种类
STN液晶有很多种类, 常见STN LCD（页面存档备份，存于） 有黄绿模，蓝模，灰模，黑白模式，显示的模式有正性显示和负性显示。黄绿模和灰模的显示模式属于正性的显示模式，蓝模属于负性的显示模式， 黑白模同时有正性显示和负性显示两种兼有。
- FSTN - Film Compensated STN，覆膜型STN，在STN的偏光片中加入一层高分子偏光补偿膜，补偿STN LCD 的偏光颜色从黄绿色变成黑白模式，只能显示单色，使用于文字处理器和便携式电子设备。因此FSTN 也称为黑白模式STN.
- FFSTN- Film film Compensated STN or double film compensated STN, FFSTN 比FSTN （页面存档备份，存于） 更多一层偏光补偿模，效果类似DSTN,但比DSTN更轻薄。 FFSTN 能带来更高的对比度和更宽的视角。
- CSTN - Color Super-Twist Nematic，彩色STN，最早的彩色液晶，主要用于移动电话和便携式游戏机（例如 Game Boy Color）。
- DSTN - Dual-scan Super Twisted Nematic，双扫描STN，STN液晶分为上下2个部分分别扫描，此举是为了加快扫描速度消除画面残像。早期的笔记本电脑上使用。
- DSTN - Double layer Super Twisted Nematic，双层STN,采用2层STN LCD 堆叠在一起，通过上下两层STN LCD （页面存档备份，存于） 相互补充视角范围和对比度。DSTN LCD 比普通的STN LCD 拥有更宽的视角，和更高的显示对比度。

1. ↑  Scheffer, T. J.; Nehring, J. . Applied Physics Letters (AIP Publishing). 1984-11-15, 45 (10): 1021–1023. ISSN 0003-6951. doi:10.1063/1.95048.
2. ↑  European Patent No. EP 0131216: Amstutz H., Heimgartner D., Kaufmann M.,Scheffer T.J., "Flüssigkristallanzeige," October  28, 1987.